# Dieta cetogénica

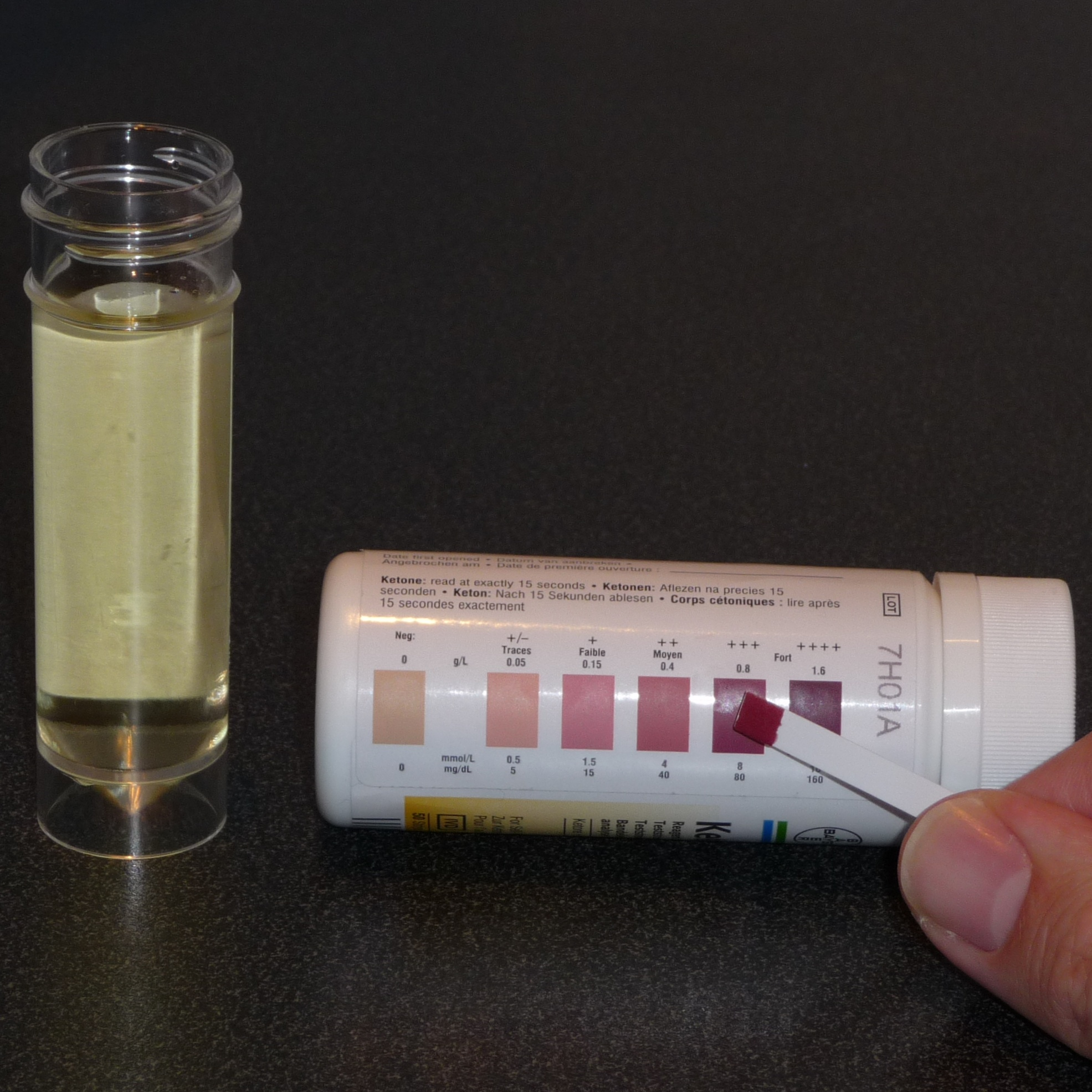
Prueba de cuerpos cetónicos en la orina.

El término dieta cetogénica, acuñado por Russell M. Wilder en 1921, conocida últimamente como dieta keto,.alude a una intervención terapéutica cuyo objetivo es generar una situación de cetosis (formación de cuerpos cetónicos) similar a la del ayuno. Tal situación se logra bien por un aporte insuficiente de alimentos (la cantidad de energía de la dieta es menor que la requerida) o bien por una restricción de alimentos ricos en glúcidos (consumiendo alimentos ricos en proteínas o en grasas) Este tipo de dietas, que se deben aplicar bajo control médico,se prescriben en algunas patologías  neurológicas como la epilepsia refractaria al tratamiento farmacológico. También se utilizan en sujetos con obesidad mórbida como último recurso previo a una intervención de cirugía bariátrica. Algunos casos populares de dietas cetogénicas son la dieta Atkins o la dieta Dukan. Recientes estudios han detallado sobre los efectos de las dietas Keto y su problemática al inhibir el desarrollo de mitocondrias en células del miocardio, desarrollando múltiples patologías relacionadas al corazón

## Tipos de dietas cetogénicas
La clasificación de las dietas cetogénicas atiende a la restricción en la cantidad de glúcidos, bien por predominar las grasas o las proteínas (dietas bajas en glúcidos) o bien porque la cantidad total de nutrientes es insuficiente para aportar la energía necesaria (dietas hipocalóricas). Así se tienen:
1. Dietas bajas en glúcidos: en general aportan menos de 50 g de glúcidos y que, a su vez, se subdividen en:
  1. Ricas en grasa: generalmente son ricas en grasas saturadas y se subdividen según el tipo de grasa que predomine (como los triacilglicéridos de cadena media o TCM) y la proporción de los otros macronutrientes (véase tabla 1).
  2. Ricas en proteínas (hiperproteicas): aunque el nutriente que predomina desde el punto de vista energético es la grasa, en dichas dietas aumenta la proporción de las proteínas hasta el 30 % de la energía.
2. Dietas bajas en energía (hipocalóricas): tales dietas aportan una cantidad insuficiente de glúcidos y de energía (no superior a las 1000 kcal).
3. Dieta baja en hidratos de carbono: se quema la grasa para obtener energía. Los hidratos de carbono se limitan a un máximo de 20 g por día, lo que significa que el total de calorías que entran en su cuerpo va a provenir de las grasas (65 %), proteínas (30 %) e hidratos de carbono (5 %).[10]
4. Dieta hiperproteica vegana: Es aquella que aumenta significativamente la cantidad de proteína pero de origen vegetal, es una dieta alta en grasa de origen vegetal (frutos secos, aguacate, coco), media en proteína de origen vegetal (dando prioridad a las legumbres y a la soja y sus derivados) y media-baja en hidratos de carbono.

| Dieta      | Grasas (% VET) | Proteínas (% VET) | Glúcidos (% VET) |
| ---------- | -------------- | ----------------- | ---------------- |
| Clásica    | 80,0-90,0      | 5,0-10,0          | 5,0-10,0         |
| Modificada | 77,0-80,0      | 5,0-11,5          | 5,0-11,5         |
| Con TCM    | 71,0           | 10,0              | 19,0             |

## Eficacia y seguridad de las dietas cetogénicas

### Encefalopatías epilépticas
No existen estudios controlados aleatorios que respalden el uso de dietas cetogénicas en pacientes con epilepsia, si bien los resultados de estudios observacionales sugieren que este tipo de dietas puede tener un impacto positivo sobre los ataques epilépticos. Podría considerarse como una opción en personas con epilepsia difícil de controlar, que reciben tratamiento con numerosos fármacos antiepilépticos. Aproximadamente la mitad de los pacientes con epilepsia refractaria a los tratamientos convencionales que inician una dieta cetogénica consiguen una mejora superior al 50 % en la reducción de las crisis epilépticas. No obstante, esta dieta es muy restrictiva, difícil de aplicar y cumplir, y puede provocar graves efectos negativos sobre la salud.

### Sobrepeso y obesidad
La comunidad médica es reacia al uso sistemático de las dietas cetogénicas para el tratamiento de la obesidad. Se debe principalmente a sus potenciales efectos negativos sobre la salud, que se desconocen a largo plazo,y porque si no se hace bien controlada, puede provocar un efecto rebote al finalizar.
Seguir una dieta cetogénica baja en carbohidratos controlada por el personal sanitario y durante un cierto período determinado (mínimo 2-3 semanas, hasta un máximo de 6-12 meses), puede ayudar a reducir la grasa corporal. Dos puntos fundamentales son evaluar la función renal del paciente y hacer un cuidadoso seguimiento durante la transición de la dieta cetogénica a la dieta normal.

### Cáncer
Algunas versiones de la dieta cetogénica promueven un alto consumo de carnes rojas y procesadas, lo cual ha generado preocupación en la comunidad científica. En 2015, la Agencia Internacional para la Investigación sobre el Cáncer (IARC) clasificó las carnes procesadas como carcinógenas para los humanos (Grupo 1) y las carnes rojas como probablemente carcinógenas (Grupo 2A). Estudios posteriores han reforzado esta evaluación, indicando mecanismos plausibles como la formación de compuestos N-nitrosos, aminas heterocíclicas y hierro hemo, que pueden inducir daño en el ADN y promover carcinogénesis, especialmente en el colon.

Según la OMS, las dietas ricas en carnes rojas podrían ser responsables de 50 000 muertes de cáncer al año en el mundo. La relación entre la dieta cetogénica y un mayor riesgo de cáncer queda limitada a aquellas dietas donde se pondera la proporción de embutidos, carnes procesadas y rojas..

### Otros
Basándose en casos documentados, algunos autores sugieren que, puesto que en este tipo de dietas se suprime o reduce el consumo de gluten, la mejoría del estado de salud general, de molestias digestivas o incluso de trastornos neuropsiquiátricos como la esquizofrenia con este tipo de dietas, puede indicar la presencia de una enfermedad celíaca no reconocida. Retirar el gluten de la dieta sin realizar una completa evaluación previa podría impedir o enmascarar el diagnóstico y correcto tratamiento de la enfermedad celíaca, que es una dieta sin gluten de manera estricta y mantenida de por vida. Muchas personas celíacas sin diagnosticar infravaloran sus múltiples y frecuentes molestias, tanto digestivas como generales, porque se han acostumbrado a vivir con un estado de mala salud crónica como si fuera normal, y solo son capaces de reconocer que en realidad sí tenían síntomas relacionados con la enfermedad celíaca cuando comienzan la dieta sin gluten y se hace evidente la mejoría, en contraste con la situación previa a la dieta.